# Itis
För andra betydelser, se Itis (olika betydelser).
Itis (finska: Iitti) är en kommun i landskapet Päijänne-Tavastland i Finland med 6 559 invånare. Den största tätorten i kommunen är Kausala, där det finns en järnvägsstation med passagerartrafik. Grannkommuner är Heinola, Kouvola, Lahtis, Lappträsk och Orimattila.
Före 2021 hörde Itis till landskapet Kymmenedalen.
Kommunen är en enspråkigt finsk kommun.

## Historia
I början av 1500-talet avskildes Itis kyrksocken från Hollola. Itis tillkomst grundar sig direkt på riksrådets brev 1504 till biskopen i Åbo med uppmaning att grunda nya församlingar i Finland. Något dröjsmål uppstod men kyrksocknen kom till 1539. Nastola kapell nämns 1515 då avsikten var att ansluta kapellet till Itis men så skedde inte.

## Tätorter
Vid tätortsavgränsningen den 31 december 2021 fanns två tätorter inom Itis kommuns område:
| Nr | Tätort       | Folkmängd |
| -- | ------------ | --------- |
| 1  | Kausala      | 3 628     |
| 2  | Itis kyrkoby | 240       |

## Politik

### Mandatfördelning i Itis kommun, valen 1976–2021
| 4 | 9 |  | 11 |  | 2 | 7 |

| 2 | 8 |  | 8 |  | 7 |

|  | 8 |  | 9 |  | 7 |

|  | 8 | 2 | 9 |  | 6 |

|  | 9 |  | 2 |  | 8 | 5 |

|  | 8 | 4 | 9 | 5 |

|  | 7 | 5 | 10 | 4 |

|  | 8 | 6 | 9 | 3 |

| 20 | 7 |

|  | 8 | 4 | 10 | 4 |

| 20 | 7 |

|  | 7 | 2 | 2 | 10 | 5 |

| 17 | 10 |

| 8 | 3 | 11 |  | 4 |

| 16 | 11 |

| 7 |  | 4 | 2 | 10 | 3 |

| 18 | 9 |

## Demografi

### Befolkningsutveckling
| Befolkningsutvecklingen i Itis kommun 1975–2020                                                              | Befolkningsutvecklingen i Itis kommun 1975–2020 | Befolkningsutvecklingen i Itis kommun 1975–2020 | Befolkningsutvecklingen i Itis kommun 1975–2020 | Befolkningsutvecklingen i Itis kommun 1975–2020 |
| --- | ----------------------------------------------- | ----------------------------------------------- | ----------------------------------------------- | ----------------------------------------------- |
| |                                                 |                                                 |                                                 |                                                 |
| År |                                                 |                                                 | Folkmängd                                       |                                                 |
| 1975 | 1975                                            |                                                 | 7 995                                           |                                                 |
| 1980 | 1980                                            |                                                 | 7 770                                           |                                                 |
| 1985 | 1985                                            |                                                 | 7 690                                           |                                                 |
| 1990 | 1990                                            |                                                 | 7 889                                           |                                                 |
| 1995 | 1995                                            |                                                 | 7 687                                           |                                                 |
| 2000 | 2000                                            |                                                 | 7 534                                           |                                                 |
| 2005 | 2005                                            |                                                 | 7 265                                           |                                                 |
| 2010 | 2010                                            |                                                 | 7 005                                           |                                                 |
| 2015 | 2015                                            |                                                 | 6 910                                           |                                                 |
| 2020 | 2020                                            |                                                 | 6 625                                           |                                                 |
| Anm: Uppgifterna avser förhållandena den 31 december nämnda år enligt områdesindelningen den 1 januari 2022. |                                                 |                                                 |                                                 |                                                 |

### Språk
Befolkningen efter språk (modersmål) den 31 december 2022. Finska, svenska och samiska räknas som inhemska språk då de har officiell status i landet. Resten av språken räknas som främmande. För språk med färre än 10 talare är siffran dold av Statistikcentralen på grund av sekretesskäl.
| Språk                        | Talare 2022-12-31 | Talare 2022-12-31 |
| Språk                        | Antal             | Andel (%)         |
| ---------------------------- | ----------------- | ----------------- |
| Hela befolkningen            | 6 504             | 100,0             |
| Inhemska språk totalt        | 6 365             | 97,9              |
| Finska                       | 6 349             | 97,6              |
| Svenska                      | 16                | 0,2               |
| Främmande språk totalt       | 139               | 2,1               |
| Estniska                     | 51                | 0,8               |
| Ryska                        | 33                | 0,5               |
| Språk med färre än 10 talare | 55                | 0,8               |

|  | Finska (97,6 %) |

|  | Svenska (0,2 %) |

|  | Främmande språk (2,2 %) |

|  | Finska (97,6 %) |

|  | Svenska (0,2 %) |

|  | Främmande språk (2,2 %) |

## Kända Itis-bor i urval
- Andreas Johan Sjögren (1794–1855), språkforskare och etnolog.
- Antti Törneroos (1835–1896), författare, översättare.
- Hella Wuolijoki (1886–1954), författare och riksdagsledamot som levde i herrgården Marlebäck i Itis under 1920- och 1930-talen.
- Aimo Halila (1912–1998), historiker och professor, som bland annat skrivit kommunhistoriska verk om Itis.
- Viljo Heino (1914–1998), långdistanslöpare.
- Albert Järvinen (1950–1991), gitarrist i musikgruppen Hurriganes.

## Galleri

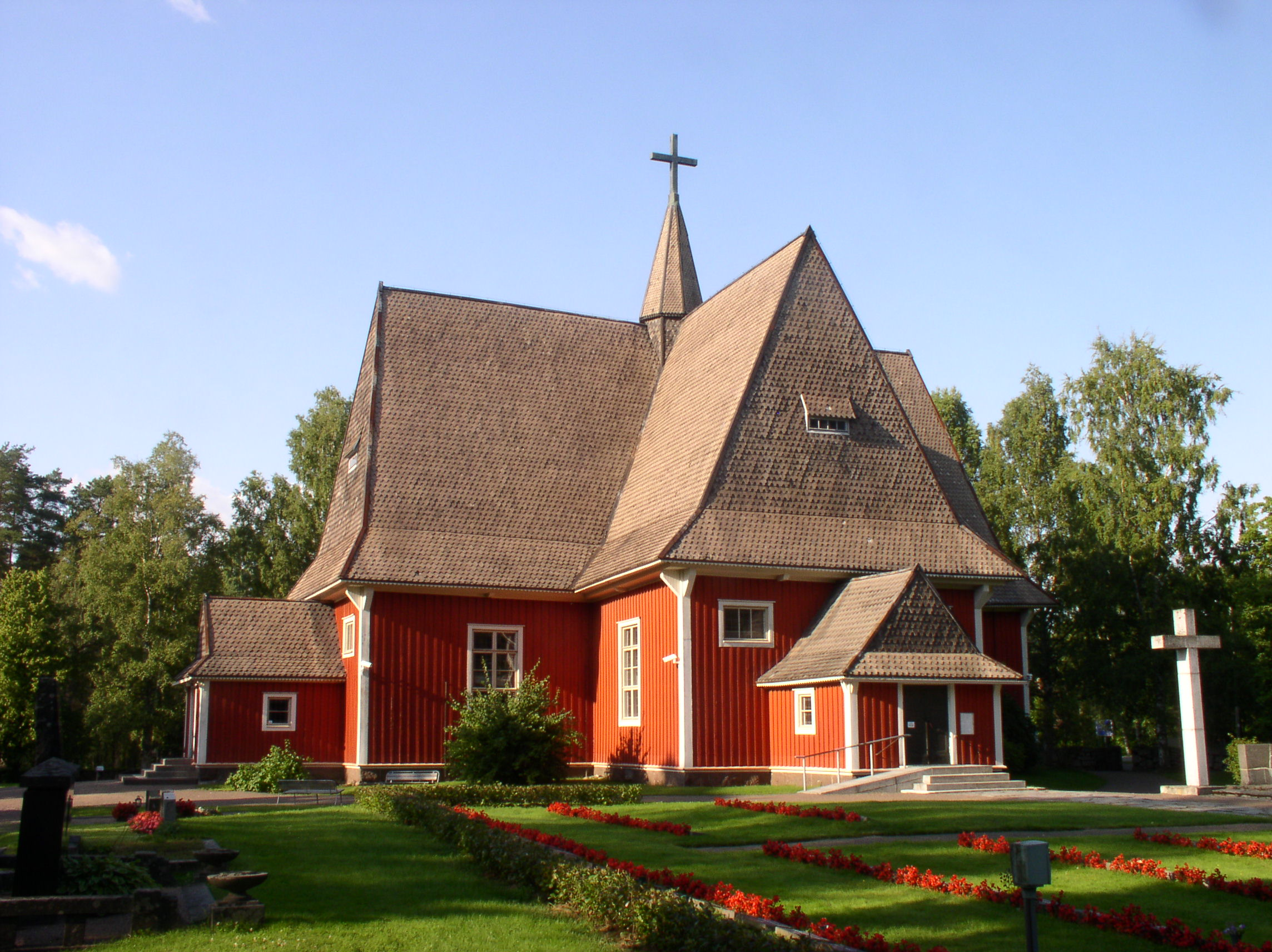
Kyrkan i Itis uppfördes år 1693.
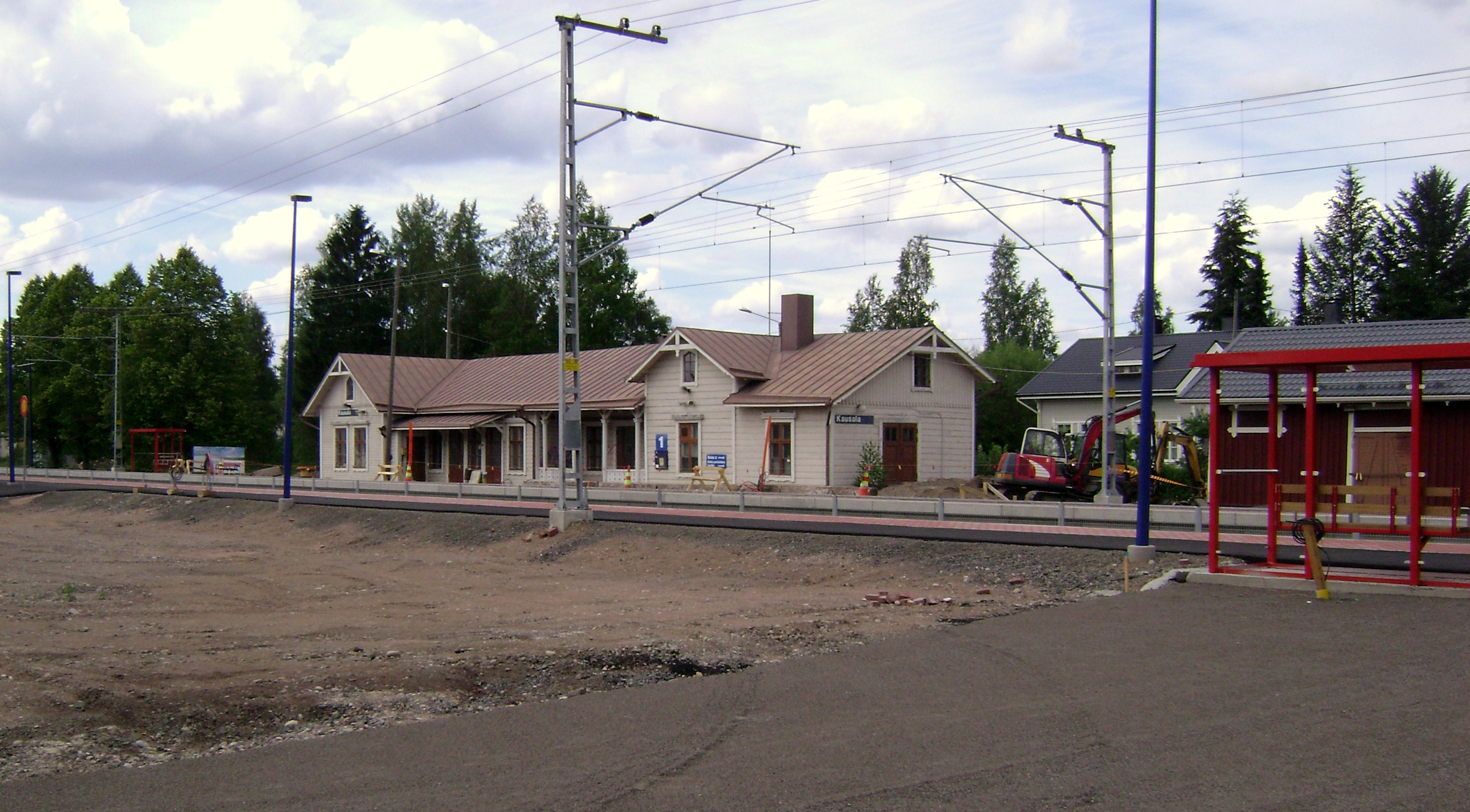
Kausala järnvägsstation år 2010.